# Нештин
Нештин (серб. Нештин) — село в Сербії, належить до общини Бачка-Паланка Південно-Бацького округу в багатоетнічному, автономному краю Воєводина.

## Населення

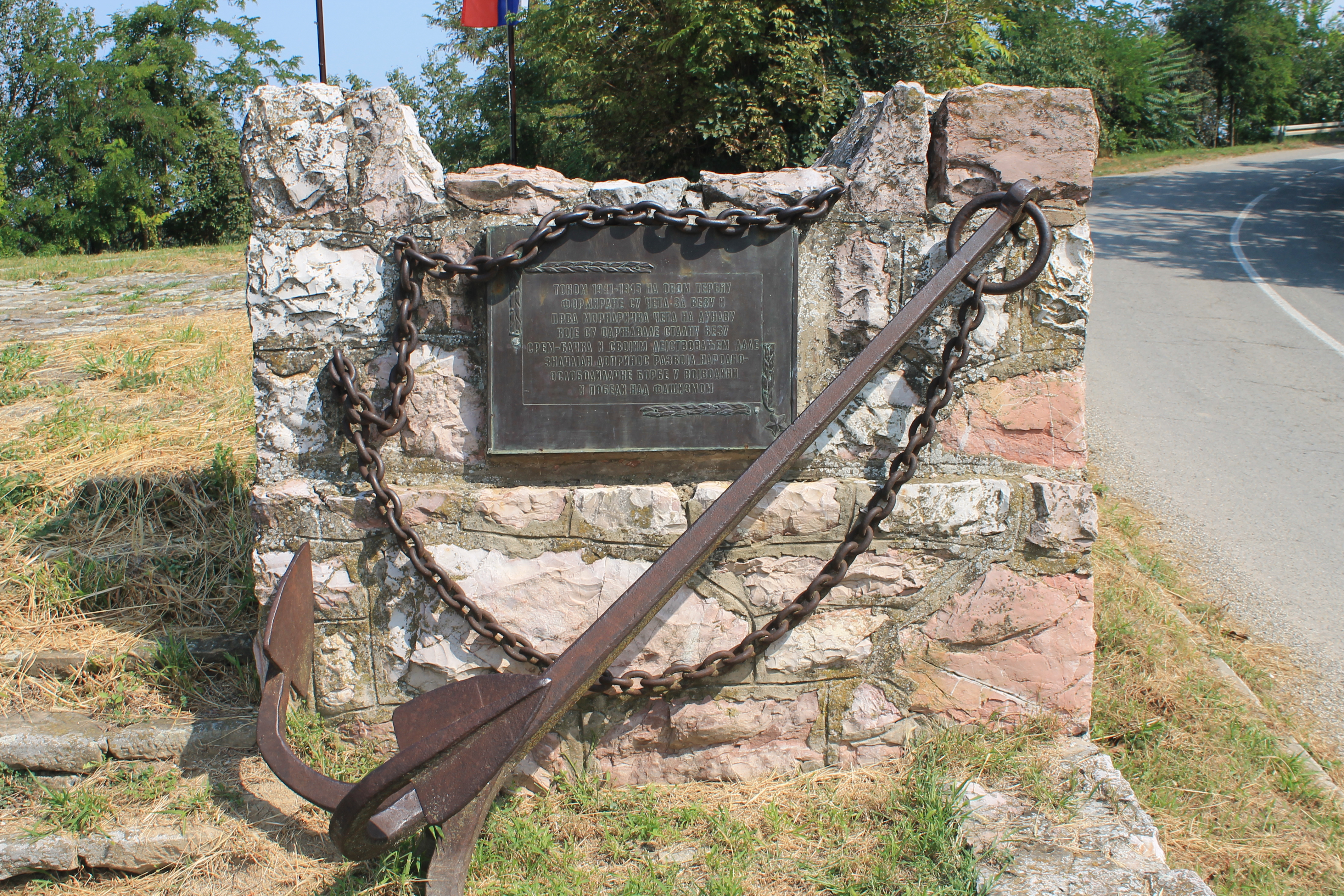
Пам’ятний знак на честь учасників національно-визвольної боротьби під час Другої світової війни

Населення села становить 927 осіб (2002, перепис), з них:
- серби — 689 — 76,55%;
- хорвати — 86 — 9,55%;
- словаки — 56 — 6,22%;

Решту жителів  — з десяток різних етносів, зокрема: македонці, румуни, німці і кілька русинів-українців.